# Spieldidaktik
Spieldidaktik (Wortverbindung von deutsch Spiel und altgriechisch didaktikè téchne = Technik des Unterrichtens, Kunst des Lehrens) ist die Wissenschaft vom Lehren und Lernen des Spielens. Als Teildisziplin der Spielwissenschaft befasst sie sich mit der Bildungswirkung des Spielens, mit entsprechenden Zielsetzungen und Sinnerfahrungen, mit der Erschließung und Bewertung des Spielguts sowie der Vermittlung von praktischen Spieltechniken.

## Die spieldidaktischen Fragestellungen
Der Bildungstheoretiker Erich Weniger hat das Konzept der Didaktik in einen einfachen Satz gefasst, mit dem die Studierenden noch heute in der Regel in die Spieldidaktik eingeführt werden. Man nennt sie „die sechs W des Erich Weniger“: Wer soll was warum wozu wann wie lernen ?
- Die Wer-Frage zielt auf den Adressatenkreis der Lernenden. Das spieldidaktische Vorgehen hat vorab zu klären, auf welche Personengruppe, welche Altersstufe, welche Spielerfahrungen, welche Spielbedürfnisse, welche körperlichen und geistigen Voraussetzungen es sich einstellen muss.
- Die Was-Frage richtet sich auf das Spielgut, mit dem man sich beschäftigen will und an das herangeführt werden soll.
- Die Warum-Frage muss über den Sinn des Tuns, der Anstrengung, vielleicht des Risikos Auskunft geben und Antworten finden lassen.
- Die Wozu-Frage (die häufig mit der Warum-Frage verwechselt wird) legt die Zielsetzungen fest. Es muss Konsens darüber erreicht werden, ob die Leistung (Kampfspiele, Sportspiele), die Geselligkeit (Gesellschaftsspiele), Entspannung (Ruhespiele) oder eine andere Ausrichtung das Spielen bestimmen soll.
- Die Wann-Frage konzentriert sich auf den passenden Entwicklungsstand und das Alter der Spielenden sowie auf die günstigste mentale und emotionale Augenblickssituation für die Spielauswahl.
- Die Wie-Frage schließlich befasst sich mit der praktischen Umsetzung der Zielvorstellungen, mit der Spielmethodik, mit der Spielorganisation, mit zu erwartenden Spielproblemen.

## Das Verhältnis von Spieldidaktik und Spielmethodik
In der Spielliteratur spiegeln sich zwei unterschiedliche Didaktikvorstellungen. Sie werden als Spieldidaktik im weiteren und Spieldidaktik im engeren Sinne bezeichnet:
Während die heute maßgebliche, in allen wissenschaftlichen Ausbildungsstätten vermittelte Spieldidaktik im weiteren Sinne den Gesamtkomplex des Lehrens und Lernens von der Sinn- und Zielprogrammatik bis in den praktischen Anwendungsbereich hinein umfasst, gliedert die Spieldidaktik im engeren Sinn die Spielmethodik als eigenen Arbeitsbereich aus. Diese Abkoppelung der Spielmethodik von den Zielfragen und die starke Fokussierung auf den Praxisbereich birgt die Gefahr der Orientierungslosigkeit oder zumindest Einseitigkeit in der Sinnausrichtung des Spielens. Sie kann etwa dazu führen, dass unbemerkt vorrangig der Leistungsaspekt das Spielen bestimmt, dass also die Vielfalt des Spielens nicht ins Blickfeld kommt und damit auch nur ein Teil der Spielbedürfnisse berücksichtigt wird. Außerdem fehlt ein Nachdenken über den Sinn und die Folgen spielerischen Handelns. Diese reduzierte Vorstellung von Spielen findet sich häufig in einfachen Spielesammlungen, in Regelbüchern, in Spielgerätebeschreibungen und wird in der Regel in nicht professionellen und privaten Spielbereichen praktiziert.
Die wissenschaftsorientierte Spieldidaktik im weiteren Sinn schafft dagegen ein enges Bezugsfeld von Lehren und Lernen im Spiel, eine Verbindung von Sinnfragen und Spielpraxis, einen Abgleich von Spielbedürfnissen und Spielverhalten, wie es sich etwa in dem Funktionsmodell von Wolfgang Klafki niedergeschlagen hat.

## Das didaktische Funktionsmodell
Nach Klafki vollziehen sich die Lernprozesse in einem Spannungsgefüge der vier Komponenten Lernender, Lernstoff, Lehrender und gesellschaftspolitisches Umfeld: Lernender, Lehrender und Lernstoff stehen dabei in einem Dreiecksbezug in Form des sogenannten Didaktischen Dreiecks. Das Lerngeschehen wird aber darüber hinaus in jedem der drei Eckpunkte von dem soziokulturellen Umfeld bestimmt, in dem das Lernen stattfindet (etwa durch die jeweilige Gesellschaftsform und ihre Wertvorstellungen). Die Einflussnahme über die Lehrpläne auf Spielgut und Spielweisen wirkt sich wesentlich auf die gesellschaftsspezifische Spielkultur aus. Sie bewirkt beispielsweise, ob aggressive oder kooperative Spielformen favorisiert werden.
Innerhalb des didaktischen Dreiecks nimmt der Lernende die oberste Position ein. Zwischen ihm und dem Spielgut besteht eine enge Wechselbeziehung. Beide müssen sich aufeinander zubewegen. Das Spielgut muss einen Aufforderungscharakter annehmen, und der Spielende muss ein Spielbedürfnis entwickeln. Dies zu bewerkstelligen und zu vermitteln ist die Aufgabe des dritten Pols, der Lehrperson. Ihre doppelte Aufgabe besteht darin, einerseits das Spielgut fachmännisch so aufzubereiten, dass es einen Aufforderungscharakter annimmt und technisch verarbeitet werden kann (= Spielmethodik, Spielorganisation). Auf der anderen Seite muss der Lernende spielwillig gemacht werden (= Spielmotivation, Sinnvermittlung). Für diese schwierige Aufgabe ist eine professionelle Ausbildung nahezu unumgänglich.

## Die didaktischen Sinnelemente
Die Sinnfrage ist fundamental für das Spielen und ihre Aufarbeitung die bedeutendste Aufgabe der Spieldidaktik. Bereits frühe Spielpädagogen wie Friedrich Schiller, Johann Christoph Friedrich GutsMuths, Hans Scheuerl, Frederik Jacobus Johannes Buytendĳk oder Andreas Flitner haben über sie nachgedacht. Die spontane Lust zum Spielen bedarf scheinbar keiner weiteren Reflexion. Vor allem anspruchsvollere, gefährlichere, umstrittene Spielformen und Spielziele erfordern jedoch auch ein Nachdenken über den Sinn und die Folgen des spielerischen Tuns. Wer sich diesen Sinnfragen nicht stellt, läuft Gefahr, sich einseitig zu orientieren, beispielsweise ausschließlich Kriegsspiele oder Glücksspiele zu praktizieren und etwa das meditative Spielen nicht zu entdecken. Als Spielleiter wird er einem Teil der berechtigten Spielbedürfnisse nicht gerecht werden können.

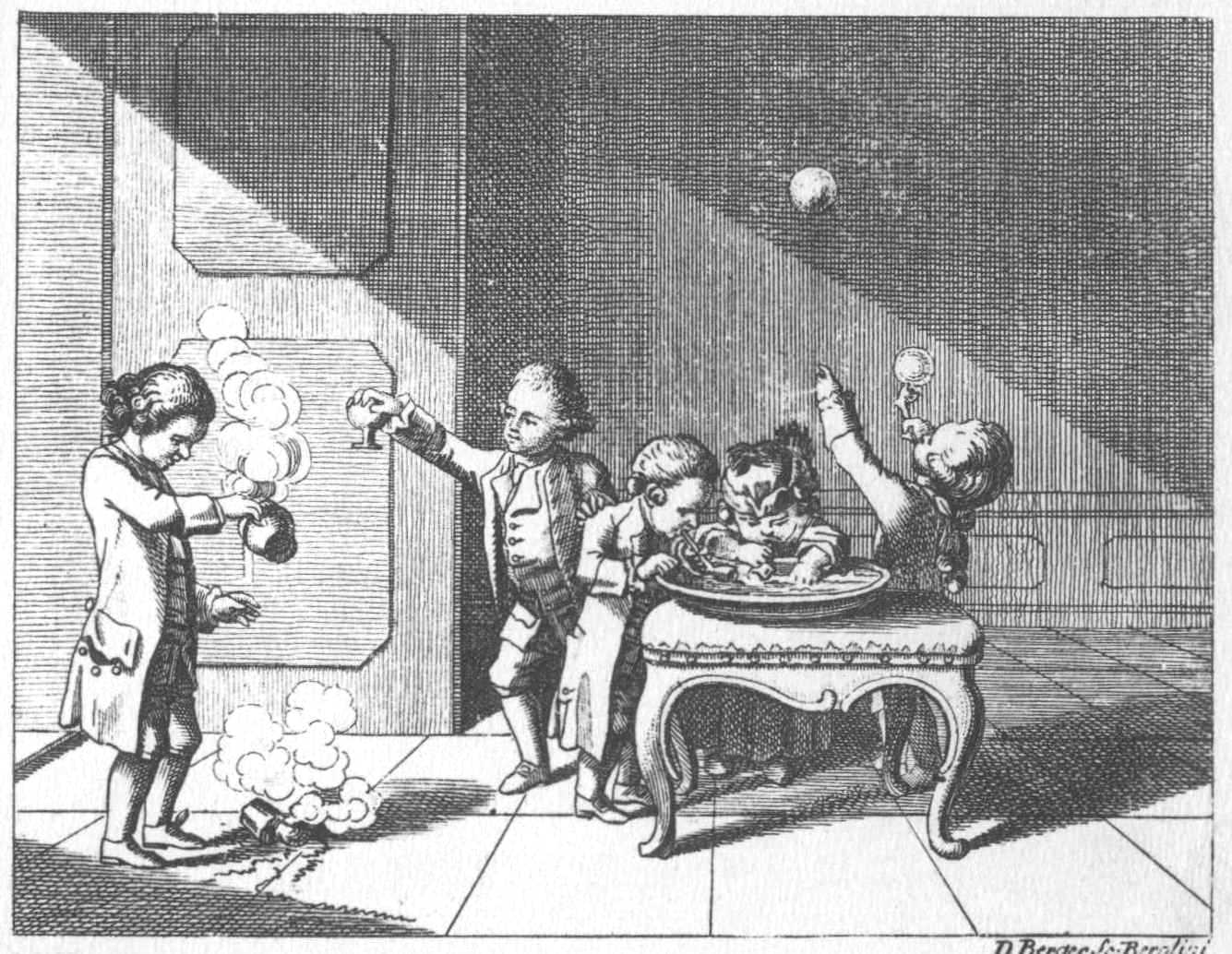
Kindliches Lernen über die Triebe bei Johann Bernhard Basedow (1724–1790). Kupferstich von Daniel Chodowiecki

Die Spieldidaktiker Siegbert Warwitz und Anita Rudolf beschreiben eine Reihe von Sinnelementen, die einerseits aus dem Triebleben der Menschen und andererseits aus den Aufforderungen der Umwelt erwachsen. Sie alle können Spielen mit Sinn erfüllen und dabei zu unterschiedlichen Zielvorstellungen und Spielgestaltungen führen:
- Die Neugier reizt dazu, sich spielerisch mit dem noch Unbekannten auseinanderzusetzen. Ihr Produkt sind die verschiedenen Formen von Entdeckerspielen.
- Der Erkenntnistrieb sucht sich in Denkspielen wie Ratespielen, Quiz oder Puzzle ein Betätigungsfeld.
- Der Forscherdrang äußert sich in Experimentier- und Wahrnehmungsspielen.
- Der Spieltrieb realisiert sich am reinsten in einfachen Funktionsspielen.
- Der Bewegungsdrang wird in Bewegungsspielen wie Fangspielen, Hüpfspielen, Laufspielen, Ballspielen sichtbar.
- Der Leistungswille aktiviert seine Energien im Sportspiel, Klavierspiel oder Schachspiel.
- Das Gestaltungsbedürfnis neigt zu Kreativitätsspielen wie Mal-. Bastel-, Wort-, Klang-, Konstruktions- oder Reimspielen.
- Das Bedürfnis nach Spannung sucht sich Mutproben- oder Abenteuerspiele.
- Der Wunsch zum Geselligsein führt zu den Gesellschaftsspielen, zu Karten- oder Brettspielen, zum Kegeln oder zur Hausmusik.
- Das Darstellungsverlangen zeigt sich in der Lust zum Theaterspielen, zu Verkleidungs-, Rollen-, Clown- oder Kasperlespielen.
- Der Anerkennungstrieb lebt sich in Spielformen aus, bei denen mit Beifall zu rechnen ist wie beim Theaterspiel, beim Instrumentenspiel oder bei einem Sportspiel.
- Der Wettkampftrieb will den Vergleich des Könnens bei Wettspielen wie Sport-, Mal-, Dichter- oder Gesangswettbewerben.
- Der Sexualtrieb wird in Liebesspielen wie Balzspielen (Flirt), Kuschelspielen oder Sexspielen erkennbar.
- Das Helferbedürfnis lässt Puppenspiele oder Partnerspiele entstehen.
- Das Regenerationsbedürfnis findet in Entspannungs- und Meditationsspielen seinen Sinn.

Diese Sinnelemente des Spielens überschneiden sich in der Spielrealität vielfältig. Sie können einander ergänzen, aber auch miteinander in Konkurrenz oder sogar Widerstreit treten wie etwa bei den Ruhespielen und den Kampfspielen oder bei den Kriegsspielen und den Friedensspielen.